# Stadtarchiv Hameln
Das Stadtarchiv Hameln ist das kommunale Archiv der Stadt Hameln im niedersächsischen Landkreis Hameln-Pyrmont. Das Stadtarchiv ist zuständig für die Aufbewahrung von historisch wertvollem Schriftgut der Stadtverwaltung Hameln und verwahrt Bestände über die Geschichte der Stadt Hameln für stadtgeschichtliche, heimatkundliche oder genealogische Forschung. Untergebracht ist es in der Pfortmühle in der Hamelner Altstadt. Leiterin des Stadtarchivs ist Silke Schulte.
Zuständig ist das Archiv für die Hamelner Ortsteile Afferde, Halvestorf, Hastenbeck, Haverbeck, Holtensen, Hilligsfeld, Klein Berkel, Rohrsen, Tündern, Unsen, Wehrbergen und Welliehausen.

## Publikationen
Mit  Unterstützung des Stadtarchivs sind diese Werke veröffentlicht worden:
- Hameln in den 1950er Jahren.
- Hameln, wie es einmal war. 2010.
- Dokumentation zum Ersten Weltkrieg in Hameln. 2014.
- Hameln nach dem Zweiten Weltkrieg. Schwere Zeit und hoffnungsvoller Neubeginn. Bildband. 2016.